# E532

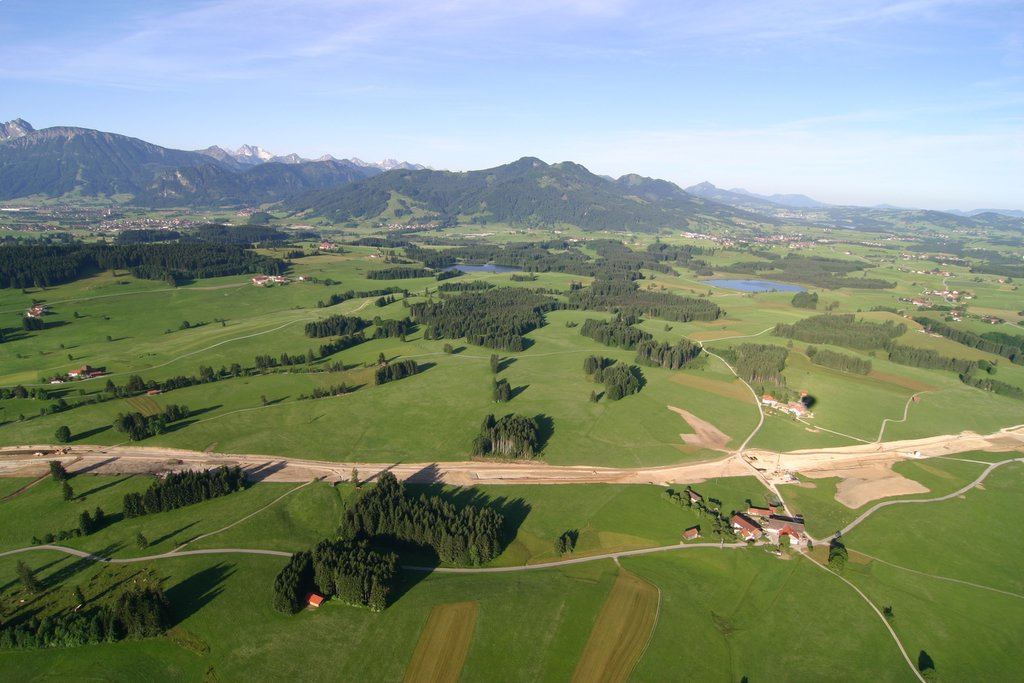
Bygge av motorväg mellan Kempten och Füssen

E532 eller Europaväg 532 är en 70 kilometer lång europaväg som går från Memmingen till Füssen i Tyskland.

## Sträckning
Memmingen - Kempten - Füssen
E532 slutar i Füssen, där det inte finns någon annan europaväg. Det vore en fördel att förlänga den till E60 i Österrike, men det är inte gjort. Vissa vägkartor visar E532 ända dit men det är inte korrekt.

## Standard
Vägen är motorväg, A7, större delen av sträckan. 
Den sista biten landsväg byggs om till motorväg, klart 2008.

## Anslutningar till andra europavägar
- E43
- E54, båda i Memmingen.